# Henrich Benčík
Henrich Benčík  (* 4. Oktober 1978 in Nitra) ist ein ehemaliger slowakischer Fußballspieler.

## Karriere
Benčík, der in seiner Jugend beim FC Nitra und AS Trenčín spielte, begann seine Profilaufbahn 2000 bei Artmedia Petržalka. 2002 wechselte der Mittelstürmer für ein Jahr in die Türkei zu Denizlispor. In der Hinrunde der Saison 2003/04 spielte er für den tschechischen Klub FK Teplice und traf dabei im UEFA-Pokal unter anderem auf den 1. FC Kaiserslautern, gegen den er zwei Treffer erzielte; sein Klub kam mit 3:1 in der Addition weiter. Zur Winterpause wechselte Benčík nach Deutschland zum LR Ahlen in die Zweite Bundesliga. In 14 Einsätzen traf er vier Mal und wechselte zu Saisonende zum Ligakonkurrenten 1. FC Saarbrücken, für den er die kommenden beiden Jahre spielte. Nach dem Abstieg der Saarländer in der Saison 2005/06 verließ er den Verein nach 61 Ligaspielen und 20 Toren und schloss sich dem Zweitligisten SC Freiburg an. In den folgenden zwei Spielzeiten kam er bei den Breisgauern zwar 49-mal zum Einsatz und erzielte auch 9 Tore, dabei war er die meiste Zeit aber nur als Einwechselspieler in der Jokerrolle und spielte selten über die gesamten 90 Minuten.
Zur Saison 2008/09 wechselte er zum Zweitligaaufsteiger FSV Frankfurt. Ende August 2009 wurde der Vertrag allerdings in gegenseitigen Einvernehmen aufgelöst und er wechselte zum VfL Osnabrück. Im Januar 2013 unterschrieb Bencik einen Vertrag bei seinem früheren Verein FC Nitra; bereits im September 2013 kehrte er nach Deutschland zurück, als ihn der Drittligist Wacker Burghausen verpflichtete. Nach dem Abstieg in die Regionalliga im Sommer 2014 beendete er seine aktive Karriere.
Für die slowakische Nationalmannschaft absolvierte Benčík elf Spiele, blieb dabei aber ohne Torerfolg.